# 八尾市立高美中学校
八尾市立高美中学校（やおしりつ たかみちゅうがっこう）は、大阪府八尾市高美町二丁目にある公立中学校。

## 沿革
- 1973年4月1日 - 八尾市立成法中学校より分離。

## 設置している部活動
部活動に関する活動方針2019年3月26日掲載（https://www.city.yao.osaka.jp/0000045986.html ）
- 準硬式野球部
- サッカー部
- 陸上競技部
- 硬式テニス部
- バレーボール部
- バスケットボール部
- バドミントン部
- 剣道部
- 演劇部
- 美術部
- 家庭科部
- ヒューマンライツ

## 通学区域
八尾市立高美小学校と八尾市立高美南小学校の通学区域。
- 八尾市 南本町2-9丁目、荘内町、若草町、青山町1-2丁目、松山町、高美町1-7丁目、安中町7-9丁目の全域。
- 八尾市 青山町3-5丁目、南小阪合町1丁目のそれぞれ一部。

## 著名な出身者
- 金太郎 - 格闘家
- 松井一郎 - 政治家
- デビル雅美 - プロレスラー
- 住友俊洋 - ミュージシャン・ギタリスト
- 北野正人 - ミュージシャン・作曲家
- 石山千晶 - プロゴルファー

## 交通
- 近鉄八尾駅 南東へ約1km（徒歩約15分）。
- 関西本線（大和路線） 八尾駅 北東へ約1.7km（徒歩約20分）。